# Pasir Gudang
Pasir Gudang is een stad en gemeente (majlis perbandaran; municipal council) in de Maleisische deelstaat Johor.
De gemeente telt bijna 47.000 inwoners.